# Jan Józef Liszka
Jan Józef Liszka, ps. Śmiały (ur. 20 marca 1897 w Rzepienniku Suchym, zm. 7 marca 1949 w Burton on the Wolds) – legionista, uczestnik I i II wojny światowej, więzień łagru i uczestnik bitwy o Monte Cassino.

## Życiorys

### Dzieciństwo i młodość
Pochodził z rodziny chłopskiej od wieków zamieszkałej we wsi Stronie, parafia Przyszowa nieopodal Limanowej. Jego ojciec Maciej był wójtem gminy, a matka Maria z Sullaków kierowniczką szkoły. Jego stryjną (siostra ojca) była Zofia (Serapiona) Liszka, późniejsza przełożona domu zakonnego Zgromadzenia Sióstr Służebniczek Bogarodzicy Dziewicy Niepokalanie Poczętej w Dębicy, Sprawiedliwa wśród narodów Świata. Patriotyczna i hołdująca wykształceniu atmosfera domu rodzinnego (starsza siostra Jana – Aniela także nauczycielka, poślubiła kierownika szkoły w Łukowicy, Rocha Kosińskiego) spowodowała zainteresowanie młodego Liszki sprawą niepodległościową. Po ukończeniu szkoły ludowej w rodzinnym Stroniu, uczęszczał do gimnazjum w Nowym Sączu. Od 1913 roku członek Związku Strzeleckiego w Nowym Sączu, pod pseudonimem Śmiały, gdzie poznał się m.in. z Zygmuntem Berlingiem i Bronisławem Pierackim.

### Legiony i wojna
1 sierpnia 1914 roku pod dowództwem Kazimierza Pierackiego wyruszył z kompanią strzelców w stopniu starszego szeregowego do Krakowa, gdzie wcielono go do 13 kompanii tworzącego się 1 pułku Strzelców Legionów Polskich. Z tą jednostką (przemianowaną później na kompanię 2 baonu 2-go pułku 1 Brygady) przebył całą kampanię do dnia 15 listopada 1915. Służył w okm 3. pp II Brygady LP. 28 IX 1914 wyruszył na front karpacki, kolejno uczestniczył w kampanii besarabsko-bukowińskiej i wołyńskiej. Pozostawał na froncie do 6 X 1916. W IV 1917 wymieniony we wniosku o odznaczenie austr. Krzyżem Wojskowym Karola i kolejno, jako st. szer. w spisie oficerów, podoficerów i żołnierzy skierowanych na 3. Kurs Wyszkolenia. Po kryzysie przysięgowym (VII 1917) służył w 3. pp Polskiego Korpusu Posiłkowego. Był dwukrotnie ranny (23 grudnia 1914 pod Łowczówkiem, zaś 4 sierpnia 1915 r. pod Samoklęskami). Po wyleczeniu się z ran został przydzielony do 2 kompanii baonu zapasowego Nr 1 w Kozienicach, a następnie do 3 pułku piechoty 2 Brygady Legionów Polskich, walczącej nad Styrem.

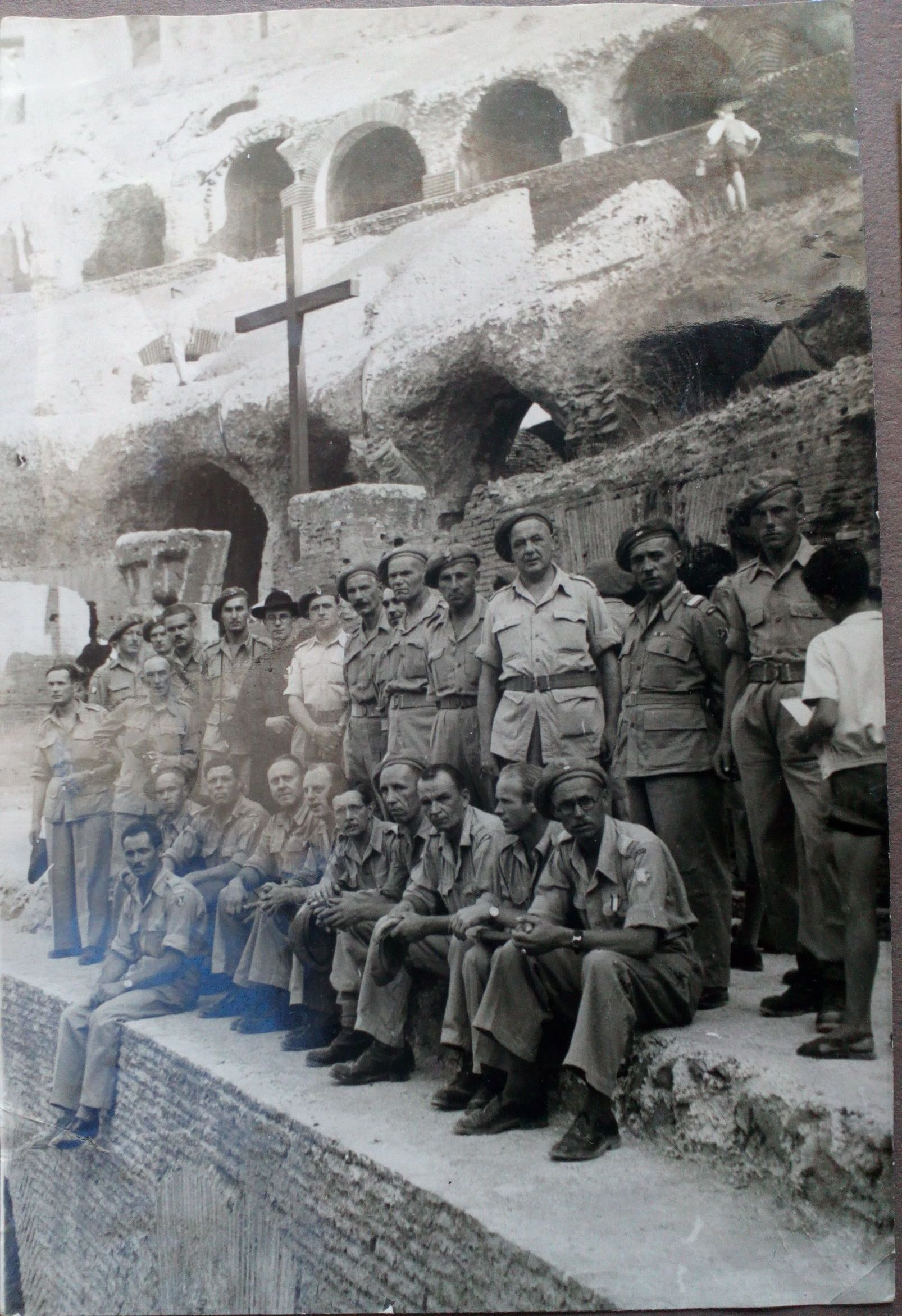
w zajętym Rzymie 1944 r.

W czasie przejścia 2 brygady do korpusu generała Józefa Dowbor-Muśnickiego przez linię frontu pod Rarańczą 15 lutego 1918 został ranny po raz trzeci i internowany przez władze austriackie w Szaldobos na Węgrzech. Po zakończeniu wobec niego śledztwa wcielony do 20 pułku piechoty armii austriackiej i wysłany na front włoski. Następnie przeniesiony do 10 kompanii lotniczej w Krakowie w charakterze ucznia-pilota. Tu służył w stopniu sierżanta pod komendą hauptmanna Romana Florera. W chwili odzyskania niepodległości pozostał nadal w tym oddziale, przemianowanym na 2 pułk lotniczy. Służył kolejno w 2 Ruchomym Parku Lotniczym, 7-mej i 14-tej eskadrze lotniczej.

### Życie rodzinne i społeczne

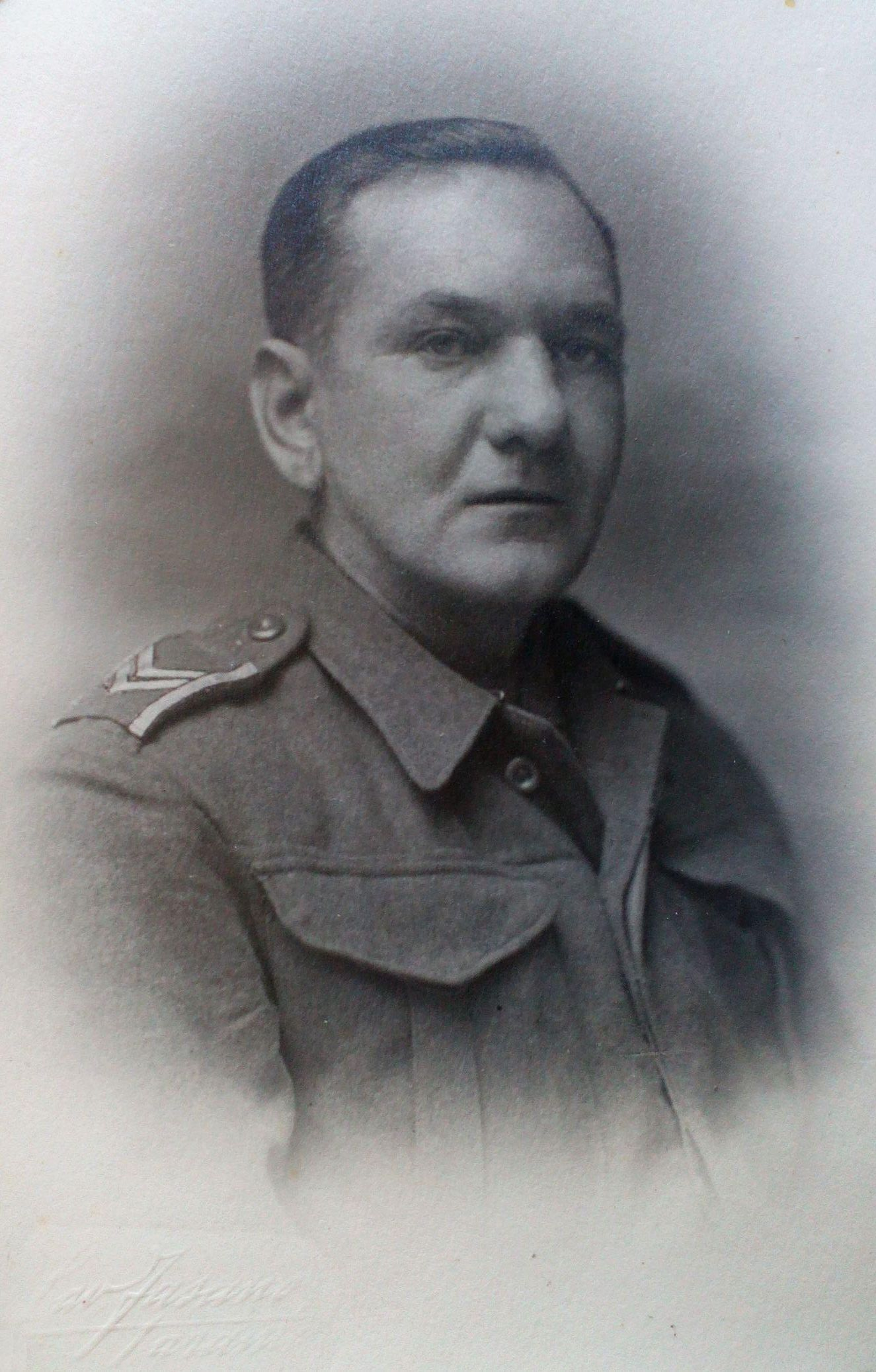
Jan Józef Liszka jako żołnierz II Korpusu

W roku 1921 Jan Liszka ożenił się z Heleną z domu Guszcza (Huszcza), córką Bazylego i Kamili. Razem z żoną zamieszkał na działce siedliskowej w Michałówce nieopodal miejscowości Deraźne, o powierzchni 20 hektarów, otrzymanej na podstawie ustawy o nadaniu ziemi żołnierzom Wojska Polskiego w 1923 roku.
Jan Liszka ze związku z Heleną pozostawił dzieci: córkę Irenę ur. 1922, syna Leopolda ur. 1924 – późniejszego żołnierza 1 Korpusu, uczestnika walk o Berlin i majora lotnictwa, oraz syna Romualda Jerzego ur. 1928.
W 1925 roku przeszedł do rezerwy i został przyjęty w charakterze podoficera zawodowego w 24 pułku piechoty w Łucku. Pozostawał w służbie do 1 stycznia 1939, kiedy przeszedł w stan spoczynku w stopniu starszego sierżanta. Po opuszczeniu wojska pracował na gospodarstwie, pełnił funkcję podwójciego gminy Deraźne oraz udzielał się w organizacjach społecznych. Był członkiem Związku Strzeleckiego i Związku Rezerwistów.

### W czasie II wojny światowej
Nie brał czynnego udziału w kampanii jesiennej 1939. Mianowany na stanowisko członka Komisji skupu No 1 w Deraźnem, pełnił funkcje do czasu wkroczenia Armii Czerwonej.
Internowany wraz z żoną i młodszym synem (starsze dzieci były wówczas w szkole w Łucku), został wywieziony na Syberię, do obozu pracy Tiesowaja koło Riabowa w obwodzie archangielskim, gdzie przebywał prawie dwa lata.
Po podpisaniu układu Sikorski-Majski z 3 lipca 1941, wraz z innymi polskimi żołnierzami odzyskał wolność i został przyjęty do formowanych Polskich Sił Zbrojnych w ZSRR gen. dyw. Władysława Andersa. Wraz z II Korpusem w 3 Dywizji Strzelców Karpackich przeszedł szlak cały szlak bojowy.  Brał udział w bitwie o Monte Cassino.

### Ostatnie lata
Zdemobilizowany w 1947 r., nie powrócił do Polski, obawiając się represji stalinowskich. Pozostał wraz z żoną i młodszym synem na emigracji w Wielkiej Brytanii. Zmarł 7 marca 1949 w Burton on the Wolds, w Leicestershire, tam również został pochowany.
Jan Liszka pozostawił po sobie pamiętniki i listy z frontu (obecnie w opracowaniu).
Upamiętnienie
Jan Liszka jest bohaterem filmu autorstwa Bartłomieja i Juliana Czech-Kosińskich, zgłoszonego do konkursu IPN „Kamienie Pamięci – Nieznany Bohater Niepodległości” w roku 2018. Jest nadto bohaterem jednego z opowiadań książki Bartłomieja Czech-Kosińskiego „Opowieści z Kosianki”

## Odznaczenia i wyróżnienia
Polskie:
- Krzyż Niepodległości (10.05.1932)[19]
- Krzyż Walecznych 1918-1920 – dwukrotnie[20]
- Złoty Krzyż Zasługi z Mieczami
- Medal Wojska - dwukrotnie[21]
- Brązowy Krzyż Zasługi z Mieczami[22]
- Medal Pamiątkowy za Wojnę 1918–1921[23]
- Medal Dziesięciolecia Odzyskanej Niepodległości[24]
- Srebrny Medal za Długoletnią Służbę
- Brązowy Medal za Długoletnią Służbę
- Krzyż Pamiątkowy Monte Cassino[25]
- Odznaka 3 Dywizji Strzelców Karpackich[26]

Zagraniczne:
- Italy Star (Wielka Brytania)
- 1939–1945 Star (Wielka Brytania)
- Defence Medal (Wielka Brytania)
- War Medal 1939–1945 (Wielka Brytania)